# 缩唇拟管螺
缩唇拟管螺（学名：Hemiphaedusa strictilabris），是柄眼目烟管蜗牛科台湾纺锤烟管蜗牛属的一种。主要分布于中国大陆，常栖息在阴暗潮湿和多腐殖质的环境。